# Тамман, Виктор Фёдорович
Виктор Фёдорович Тамман — советский военачальник, капитан 1-го ранга, командир подводной лодки Л-20. Автор воспоминаний «В чёрной пасти фиорда».

## Биография
Родился 29 октября 1903 года. По национальности по одним данным еврей, по другим — русский. Член ВКП(б) с 1940 года. В 1919—1921 годах, участвовал в Гражданской войне в рядах Красной армии. В 1927 году окончил Ленинградский морской техникум.
С 1933 года — на службе в ВМС СССР. В 1935 году окончил отделение помощников командиров подводных лодок Высших специальных курсов командного состава при Учебном отряде подводного плавания им. Кирова. В 1935—1936 годах — помощник командира подводной лодки «Д-4». В 1936 году — помощник командира подводной лодки «Щ-204». В 1936—1937 годах — помощник командира подводной лодки «Щ-207». С февраля по ноябрь 1937 года — командир подводной лодки «Щ-210». С ноября 1937 года по ноябрь 1938 года в звании капитан-лейтенант, командир подводной лодки «Д-5».
В декабре 1938 года уволен и вскоре арестован, до октября 1940 года находился в заключении. Затем был восстановлен в кадрах ВМС. С 26 октября 1940 года был назначен командиром подводной лодки «Л-20», Северного флота с присвоением звания капитан 3-го ранга. Всего во время Великой Отечественной войны Виктор Тамман совершил девять боевых походов, в ходе которых произвёл четыре торпедных атаки, выпустив 21 торпеду;
- Ночью 1 января 1943 года в Конгсфьорде торпедным залпом был потоплен транспорт Muansa (5472 брт)[2][3].
- 1 февраля 1943 года отправил на дно транспорт Othmarschen (7077 брт)[2], став таким образом одним из самых результативных подводников Северного флота.

С июня 1944 года — начальник отдела конвойной службы Штаба Северного флота. С декабря 1944 года по ноябрь 1955 года находился на преподавательской работе. 27 апреля 1950 года Виктору Тамману было присвоено звание капитан 1-го ранга. В ноябре 1955 года уволен в запас.
Умер 3 января 1984 года. Похоронен в Ленинграде.

## Награды
- орден Красного Знамени (23.01.1943)[4]
- орден Красного Знамени (27.09.1943)[4]
- орден Красного Знамени (05.11.1954) (за выслугу лет)[4]
- орден Отечественной войны I степени (04.04.1943)[4]
- орден Отечественной войны I степени (19.01.1945)[4]
- орден Красной Звезды (27.12.1951)[4]

медали в том числе:
- «За боевые заслуги» (03.11.1944)[4]
- «За оборону Советского Заполярья» (30.06.1946)[5]
- «За победу над Германией в Великой Отечественной войне 1941—1945 гг.» (25.12.1945)[6]